# Dagmar Mair unter der Eggen
Dagmar Mair unter der Eggen (ur. 22 grudnia 1974 w Brunico) – włoska snowboardzistka, trzykrotna medalistka mistrzostw świata.

## Kariera
W zawodach Pucharu Świata zadebiutowała 24 listopada 1994 roku w Zell am See, gdzie zajęła ósme miejsce w slalomie równoległym (PSL). Tym samym już w swoim debiucie wywalczyła pierwsze pucharowe punkty. Na podium zawodów tego cyklu pierwszy raz stanęła 10 grudnia 1995 roku w Bardonecchii, zajmując trzecie miejsce w gigancie. W zawodach tych wyprzedziły ją tylko Francuzka Karine Ruby i Austriaczka Birgit Herbert. Łącznie 10 razy stawała na podium zawodów PŚ, odnosząc przy tym jedno zwycięstwo: 30 listopada 1997 roku w Sölden była najlepsza slalomie równoległym. Najlepsze wyniki osiągnęła w sezonie 1997/1998, kiedy to zajęła szóste miejsce w klasyfikacji generalnej, a w klasyfikacji slalomu była czwarta.
Jej największym sukcesem jest złoty medal w slalomie równoległym wywalczony na mistrzostwach świata w San Candido w 1997 roku. Pokonała tam Karine Ruby i Marie Birkl ze Szwecji. Na tych samych mistrzostwach wywalczyła także srebrny medal w slalomie, rozdzielając na podium Niemkę Heidi Renoth i Francuzkę Dorothée Fournier. Zdobyła ponadto brązowy medal w gigancie na mistrzostwach świata w Madonna di Campiglio w 2001 roku, gdzie lepsze były jedynie Ruby i kolejna reprezentantka Francji, Isabelle Blanc. Była też między innymi siódma w gigancie równoległym (PGS) podczas MŚ 2001. W 1998 roku wystartowała na igrzyskach olimpijskich w Nagano, zajmując siódme miejsce w gigancie. Brała też udział igrzyskach w Salt Lake City cztery lata później, gdzie rywalizację w PGS ukończyła na dziewiątej pozycji.
W 2003 r. zakończyła karierę.

## Osiągnięcia

### Igrzyska olimpijskie
| Miejsce | Dzień     | Rok  | Miejscowość    | Konkurencja       | Zwyciężczyni   |
| ------- | --------- | ---- | -------------- | ----------------- | -------------- |
| 7.      | 9 lutego  | 1998 | Nagano         | Gigant            | Karine Ruby    |
| 9.      | 15 lutego | 2002 | Salt Lake City | Gigant równoległy | Isabelle Blanc |

### Mistrzostwa świata
| Miejsce | Dzień       | Rok  | Miejscowość          | Konkurencja       | Zwyciężczyni      |
| ------- | ----------- | ---- | -------------------- | ----------------- | ----------------- |
| 12.     | 28 stycznia | 1996 | Lienz                | Slalom równoległy | Marion Posch      |
| 33.     | 21 stycznia | 1997 | San Candido          | Gigant            | Sondra van Ert    |
| 2.      | 23 stycznia | 1997 | San Candido          | Slalom            | Heidi Renoth      |
| 1.      | 25 stycznia | 1997 | San Candido          | Slalom równoległy | –                 |
| 40.     | 12 stycznia | 1999 | Berchtesgaden        | Gigant            | Margherita Parini |
| 16.     | 14 stycznia | 1999 | Berchtesgaden        | Gigant równoległy | Isabelle Blanc    |
| 8.      | 15 stycznia | 1999 | Berchtesgaden        | Slalom równoległy | Marion Posch      |
| 3.      | 23 stycznia | 2001 | Madonna di Campiglio | Gigant            | Karine Ruby       |
| 7.      | 24 stycznia | 2001 | Madonna di Campiglio | Gigant równoległy | Ursula Bruhin     |
| 23.     | 26 stycznia | 2001 | Madonna di Campiglio | Slalom równoległy | Karine Ruby       |
| 8.      | 15 stycznia | 2003 | Kreischberg          | Slalom równoległy | Isabelle Blanc    |

### Puchar Świata

#### Miejsca w klasyfikacji generalnej
- sezon 1994/1995: –
- sezon 1995/1996: 10.
- sezon 1996/1997: 7.
- sezon 1997/1998: 6.
- sezon 1998/1999: 42.
- sezon 1999/2000: 38.
- sezon 2000/2001: 12.
- sezon 2001/2002: –
- sezon 2002/2003:–

#### Miejsca na podium
1. Bardonecchia – 10 grudnia 1995 (gigant) – 3. miejsce
2. Calgary – 24 lutego 1996 (slalom równoległy) – 2. miejsce
3. Mount Bachelor – 16 marca 1996 (slalom) – 3. miejsce
4. Sestriere – 7 grudnia 1996 (slalom) – 2. miejsce
5. Whistler – 13 grudnia 1996 (gigant) – 3. miejsce
6. Mont-Sainte-Anne – 1 lutego 1997 (gigant) – 2. miejsce
7. Olang – 1 marca 1997 (slalom) – 3. miejsce
8. Sölden – 30 listopada 1997 (slalom równoległy) – 1. miejsce
9. San Candido – 17 stycznia 1998 (gigant) – 2. miejsce
10. Les Gets – 7 marca 1998 (slalom równoległy) – 2. miejsce

- w sumie 1 zwycięstwo, 5 drugich i 4 trzecie miejsca.